# 구미 금오산성
금오산성(金烏山城)은 대한민국 경상북도 구미시에 있는 산성이다. 1986년 12월 11일 경상북도의 기념물 제67호로 지정되었다.

## 개요
경상북도 구미시에 있는 해발 976m의 험준한 금오산의 정상부와 계곡을 감싸 내·외성 2중으로 돌로 쌓아만든 산성이다. 내성은 정상부에 테를 두른 모양으로 쌓았는데 둘레가 10리나 되며, 험한 절벽에는 따로 성벽을 쌓지 않았다. 외성은 계곡을 감쌌는데 둘레가 5리나 되며, 내·외성벽의 길이는 6.3km나 된다.
금오산성은 고려시대 이전부터 전해 내려오는 옛 성터로, 고려 말에 선산·인동·개령·성주 백성들이 왜구를 피해 이곳에 들어와 성을 지켰으며, 이곳에 군량과 무기를 비축해 두었던 군창을 두었다. 조선 태종 10년(1410)에 국가적 계획으로 성을 크게 고쳐 쌓았으며, 임진왜란 때 이 산성의 전략적 중요성이 인식되어 선조 28년(1596)에 다시 고쳐 쌓았다. 인조 17년(1639)에 외성을 쌓는 확장공사가 실시되어 이중의 산성이 되었고, 고종 5년(1868)에 새로 고쳐 쌓았다.
기록에 의하면 성 안에 1개의 계곡과 여러 개의 연못·우물이 있었으며, 대혜창과 내성창이라는 창고, 군기고, 진남사가 있었다고 한다. 지금은 내·외성의 문터, 적이 알 수 없게 만든 작은 성문인 암문의 형체, 건물터들이 남아있다. 한편 성 안에는 고종 5년(1868) 무렵에 세운 것으로 추정되는 금오산성 중수송공비가 성을 쓸쓸이 지키고 있다.

## 참고 자료
- 금오산성 - 국가유산청 국가유산포털